# Anaches
Anaches is een kevergeslacht uit de familie van de boktorren (Cerambycidae). De wetenschappelijke naam van het geslacht werd voor het eerst geldig gepubliceerd in 1865 door Pascoe.

## Soorten
Anaches omvat de volgende soorten:
- Anaches dorsalis (Pascoe, 1858)
- Anaches semicylindricus (Hayashi, 1974)
- Anaches wenhsini Holzschuh & Lin, 2013
- Anaches yitingi Holzschuh & Lin, 2013